# Gylfi
Gylfi är en bergstopp i republiken Island. Den ligger i regionen Suðurland, 140 km öster om huvudstaden Reykjavík. Toppen på Gylfi är 1 192 meter över havet, eller 62 meter över den omgivande terrängen. Bredden vid basen är 0,58 km. Gylfi ingår i Kerlingarfjöll.
Trakten runt Gylfi är nära nog obefolkad, med mindre än två invånare per kvadratkilometer. Det finns inga samhällen i närheten. Trakten runt Gylfi består i huvudsak av gräsmarker.